# Herbert Richard
Herbert Richard (* 28. September 1946 in Selters, Westerwald) ist ein deutscher Geschäftsführer und Politiker (CDU).

## Leben
Richard besuchte die Volksschule Ellenhausen und das Aufbaugymnasium Münstermaifeld. Dann machte er eine Mechanikerlehre und eine Ausbildung zum Techniker (Industrial Engineering) der REFA (Verband für Arbeitsgestaltung, Betriebsorganisation und Unternehmensentwicklung). Bis 1970 war er als Mechaniker und Schweißer beschäftigt. 1972/73 war er Leiter einer REFA-Abteilung, 1973–1975 Leiter Arbeitsvorbereitung und 1975 Leiter Materialwirtschaft. 1975 legte er einen Abschluss als Industriekaufmann an der Betriebswirtschafts-Akademie Wiesbaden ab und wurde 1976 Diplom-Betriebswirt (BWA). Seit 1982 war er Prokuristbeim  Kunststoffwerk Höhn GmbH in Höhn und dann Geschäftsführer in Unternehmen der Kunststoffindustrie.

## Politik
Richard war Mitglied des Kreisvorstands der Jungen Union Westerwald, stellvertretender Vorsitzender des CDU-Gemeindeverbands Wirges und Mitglied des Kreisvorstands der CDU Westerwald.
Von 1979 bis 1984 war er Mitglied des Verbandsgemeinderats Wirges, ab 1979 Mitglied des Ortsgemeinderats Siershahn und von 1981 bis 1984 Ortsbürgermeister in Siershahn.
Am 9. Januar 1987 rückte er für den ausgeschiedenen Karl Hoppe in den zehnten Landtag Rheinland-Pfalz nach, dem er bis zum Ende der Wahlperiode am 2. Juni 1987 angehörte.